# Anatoli Kohout
Anatoli „Tolja“ Kohout vlastním jménem Anatoli Miloslavovič Kohout (9. září 1946 Bratislava – 9. října 2007 Pardubice) byl český rockový bubeník, který působil v řadě hudebních skupin (zejména ve skupině Katapult), pracoval též jako studiový hudebník. V 80. letech 20. století emigroval do Anglie, kde si založil obchod s hudebními nástroji. V následující dekádě se vrátil zpět do Československa a opět se připojil ke skupině Katapult, ve které působil s přestávkami v letech 1998 - 2004 až do roku 2007. Kohout zemřel na rakovinu prostaty 9. října 2007 ve věku 61 let.

## Působení
- 1967: The Sinners, The Primitives Group
- 1968: The Rebels, Blues Company Ltd., působení v divadle Semafor, Samuels Peteho Kaplana
- sedmdesátá léta: Exit, Energit
- 1975 - 1976, 1977 - 1979, 1995 - 1997, 2004 - 2007: Katapult
- studiový hráč: Etc..., Ota Petřina, C & K Vocal, Energit